# ردآرایه

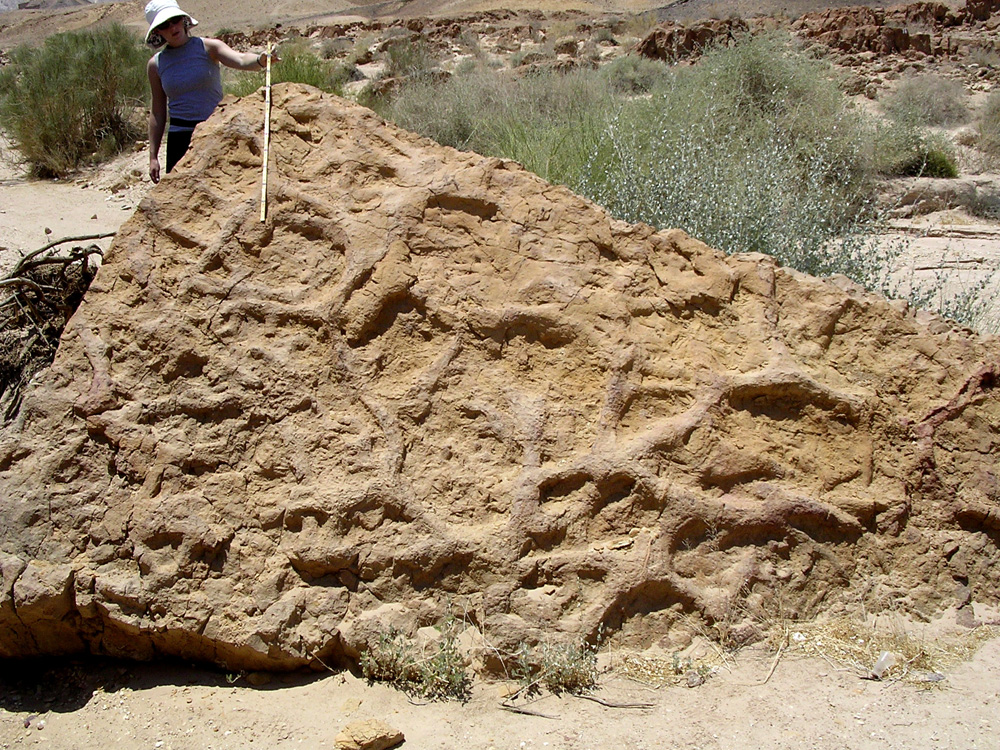
ردّسردهٔ Thalassinoides: سنگواره لانه‌ای که توسط سخت‌پوستان از ژوراسیک میانی، مختشیم قاتان، جنوب اسرائیل تولید شده است.

یک ردّآرایه یا آریه ردی (به انگلیسی: ichnotaxon) (جمع ichnotaxa) «یک آرایه بر اساس کار فسیل‌شده یک موجود زنده» است، یعنی معادل غیرانسانی یک چیز دست‌ساخته. ردّآرایه Ichnotaxa از یونانی ίχνος، ichnos به معنی رد یا مسیر و ταξις، تاکسیس به معنی آرایه است.ردّآرایه Ichnotaxa نام‌هایی هستند که برای شناسایی و تمایز فسیل‌های ریخت‌شناختی متمایز، که بیشتر به عنوان فسیل‌های ردیابی شناخته می‌شوند، استفاده می‌شوند. به آنها رتبه‌بندی سرده و گونه توسط ردّآرایه‌شناس (ichnologists) اختصاص داده شده است، بسیار شبیه به جانداران در طبقه‌بندی لینه‌ای است. اینها به ترتیب به عنوان ردسرده (ichnogenera) و ردگونه (ichnospecies) شناخته می‌شوند. ردسرده و ردگونه معمولاً به صورت اختصاری "igen" و "isp."خوانده می‌شوند. نام‌های دوجمله‌ای ichnospecies و سردهٔ آنها باید به صورت کج نوشته شود.